# Schwatten Paul
Das Naturschutzgebiet Schwatten Paul liegt in Porta Westfalica im Kreis Minden-Lübbecke. Es ist rund 32 Hektar groß und wird unter der amtlichen Bezeichnung MI-043 geführt.

## Lage
Es liegt nördlich des Ortsteiles Veltheim und südlich des Ortsteiles Lohfeld sowie auf beiden Seiten der Autobahn 2.

## Ziel des Schutzes
Die Unterschutzstellung soll zur Erhaltung des vielfältig strukturierten Biotopkomplexes dienen. Das Biotop ist mit seinen Feucht- und Nasswiesen, Großseggenrieden und Röhrichten ein Refugium für seltene Tier- und Pflanzenarten entstanden.